# Красный Садок
Красный Садок — посёлок в Карсунском районе Ульяновской области. Входит в состав Новопогореловского сельского поселения.

## География
Находится на расстоянии примерно 17 километров по прямой на запад-юго-запад от районного центра поселка Карсун.

## Население
Население составляло 45 человек в 2002 году (русские 98%), 25 по переписи 2010 года.